# Поп Америка
«Поп Америка» (англ. American Pop или англ. An American Pop) — культовый мультипликационный фильм Ральфа Бакши, в котором показана история четырёх поколений еврейской семьи, эмигрировавшей из России (тогда ещё Российской империи) в Америку. Параллельно показана история популярной американской музыки, начиная с классического джаза и заканчивая современным (на момент премьеры) панк-роком. Одновременно герои мультфильма оказываются в гуще других громких событий XX века — Первая мировая война, Великая депрессия, Вторая мировая война, Война во Вьетнаме, становление хиппи и др. Многие персонажи попадают в музыкальный бизнес из низов, становясь поп-звездами, продюсерами и иногда просто падают вниз.
При съёмках фильма использовалась технология — фотоперекладки, при которой фигуры всех персонажей списываются с живых натурщиков. Многие моменты в мультфильме помимо анимации, включают в себя кадры различной кинохроники. А также в мультфильме можно услышать много хитов, соответствующих тому времени.

## Производство
После премьеры мультипликационного фильма «Властелин колец» Ральф Бакши решил начать работать над чем-то более личным. В результате он предложил идею мультфильма «Поп Америка» президенту компании Columbia Pictures Дэну Мэльнику. Бакши хотел снять ленту с обширным саундтреком, который будет предоставлять совершенно новый контекст в кино. Хотя фильм не отражает личный опыт Бакши, на его темы сильно повлияли люди, с которыми он познакомился и общался в Браунсвилле. Характер и внешность каждого персонажа в процессе съемок были дополнены художниками Луизой Зингарелли, Витой, Барри Джексоном и Марсей Адамс, каждый из которых привнес свой собственный вклад в съёмочный процесс.
Бакши вновь использовал технологию ротоскопирования, в попытке захватить большую гамму эмоций и правдоподобность движений, необходимые для сюжета фильма. По его словам: «Ротоскопирование ужасно для тонкостей, поэтому было трудно получить правдоподобные лица».

## Сюжет
В Российской империи казаки устраивают погром в еврейских поселениях и убивают местного раввина. Его жена и сын Залми Белински переезжают в Америку в город Нью-Йорк. Луи, хозяин Кабаре, нанимает Залми для раздачи текстов для танцовщиц. После смерти матери во время пожара на фабрике «Трайангл» Залми начинает работать с Луи, выступая на сцене в костюме лошади. Залми мечтает стать певцом, но во время выступления для солдат в годы Первой Мировой войны начинается налёт немецких самолётов, и Залми получает ранение в шею, из-за чего его голос сильно портится, преграждая этим путь к музыкальной карьере.
Вернувшись в Нью-Йорк, Залми начинает выступать клоуном и встречает стриптизершу Беллу, сразу влюбившись в неё. У Беллы также есть мечта стать певицей, и чтобы помочь ей, Залми связывается с гангстерами, которые помогают ей продвинуться. Белла становится популярной, Залми использует деньги босса мафии и устраивает с ней свадьбу, вскоре у них рождается сын Бенни. Узнав об обмане, гангстеры отправляют в дом Залми пакет с бомбой, при взрыве которой погибает Белла. Спустя годы Бенни становится джазовым пианистом, но, несмотря на мнение отца, решает завязать с этим. После этого отправляется на фронт Второй мировой войны, там же и погибает — его расстреливает немецкий солдат во время игры на пианино в разрушенном доме.
Его сын Тони живёт в Лонг-Айленде. Повзрослев, Тони становится битником и сбегает из дома, перебравшись в Канзас. Добравшись туда, он проводит ночь с официанткой местного дорожного кафе. В Калифорнии Тони случайно знакомится с начинающей группой из шести человек, среди которых вокалистка Фрэнки Харт. Он начинает сочинять им песни. Вскоре группа становится популярной среди хиппи и на одном из выступлений, во время исполнения «Somebody to Love», Тони, находясь в нетрезвом состоянии, падает со сцены и ломает руку. Пока Тони лежит в больнице, Френки и барабанщик группы женятся, но через две недели расходятся, после Френки начинает роман с Тони. Вскоре в группе начинается разлад из-за пристрастия Френки к героину. Также и у Тони появляется зависимость — из-за этого он перестает придумывать новые песни. Во время концерта, где выступает Джим Хендрикс, Тони встречает белокурого мальчика «Малого» Пита, после разговора с ним Тони понимает, что это его сын от той официантки, с которой он давно провел ночь. Спустя некоторое время Френки умирает от передозировки, Тони тяжело переживает это и впадает в депрессию.
Вместе с Малым Питом он возвращаются в Нью-Йорк. Тони забирает все деньги, заработанные Питом игрой на гитаре, на покупку наркотиков. После спора с Питом из-за решения Тони сдать гитару в ломбард, он решает подарить мальчику свою губную гармошку, принадлежащую его отцу. После этого он просит Пита подождать его, затем уходит. На следующее утро к Питу приходит мужчина и передает ему пакет с наркотиками (со словами "не продавай все в одном месте"), закладную на гитару, и слова прощания от Тони. Спустя годы Пит проживает тем, что продает наркотики в клубах и популярным рок-группам, но однажды, он отказывает музыкантам, и требует, чтоб ему дали возможность спеть. Хозяева студии и члены группы сначала отказывают, но затем соглашаются проверить его талант и Пит исполняет песню Боба Сигера "Nightmove". Вскоре Пит становится кумиром миллионов. Мультфильм завершается концертом Пита перед огромной публикой, где он исполняет попурри из песен «Blue Suede Shoes» Элвиса Пресли и «Devil with a blue dress» Шорти Лонга.

## Создатели фильма
| - Режиссёр — Ральф Бакши - Сценарий — Ронни Керн - Аниматоры — Карл Белл, Стиви И. Гордон, Том Татаранович - Композитор — Ли Холдридж - Продюсеры — Ральф Бакши, Мартин Рансохофф | - Рон Томпсон — Тони Белински, Пит Белински - Мьюз Смолл — Френки Харт - Джерри Холлэнд — Луи - Лиза Джейн Перски — Белла - Джеффри Липпа — Залми Белински - Ричард Сингер — Бенни Белински - Беатрис Колен — проститутка |  |

## Саундтрек
Саундтрек к фильму был издан на виниловых пластинках после премьеры, но не был переиздан на компакт-дисках. По словам режиссёра Ральфа Бакши, это произошло потому, что стоимость авторских прав на песни из фильма существенно выросла по сравнению с временем, когда снимался фильм:

В фильме так много музыки, что затраты на саундтрек составят миллионы.
Оригинальный текст (англ.)The amount of music was so spectacular in the picture - it would be millions.

Хотя в фильме представлены почти пятьдесят популярных песен, охватывающих период с 1930-х по 1980-х годов, альбом предлагает только десять, девять из которых представлены только в третьей части фильма (с конца 1950-х до середины 1970-х). В мультфильме звучат: Sing Sing Sing Бенни Гудмена, A string of pearls Глена Миллера, Don’t Think Twice, It’s All Right и A Hard Rain's A-Gonna Fall Боба Дилана, Singers Up Up And Away Джонни Манна, Free Bird группы Lynyrd Skynyrd, Pretty Vacant группы The Sex Pistols, Night Moves Боба Сигера.

### Список композиций
| №  | Название               | Автор(ы)                            | Длительность |
| -- | ---------------------- | ----------------------------------- | ------------ |
| 1. | «Hell is for Children» | Пэт Бенатар                         | 4:50         |
| 2. | «Summertime»           | Big Brother and the Holding Company | 3:49         |
| 3. | «California Dreamin»   | The Mamas & the Papas               | 2:42         |
| 4. | «This Train»           | Peter, Paul and Mary                | 2:10         |
| 5. | «Somebody to Love»     | Marcy Levy                          | 2:58         |

| №  | Название             | Автор(ы)                    | Длительность |
| -- | -------------------- | --------------------------- | ------------ |
| 1. | «Purple Haze»        | The Jimi Hendrix Experience | 2:50         |
| 2. | «Take Five»          | The Dave Brubeck Quartet    | 5:23         |
| 3. | «You Send Me»        | Сэм Кук                     | 2:45         |
| 4. | «Turn Me Loose»      | Fabian                      | 2:25         |
| 5. | «People are Strange» | The Doors                   | 2:12         |